# John Noble (calciatore)
John Noble Barinyima (6 giugno 1993) è un calciatore nigeriano, portiere del Kitayosce.

## Carriera

### Club
Noble approda all'Enyimba nel 2020 dopo alcune esperienze in Togo e Camerun con ASKO Kara Pantel Sportive. Nella stagione 2020-2021 raggiunge i quarti di finale Coppa della Confederazione CAF giocando complessivamente 10 incontri.

### Nazionale
Già nel giro della nazionale nigeriana da giugno 2021, nel dicembre seguente viene incluso nella lista dei convocati per la Coppa delle nazioni africane 2021.

## Statistiche
Statistiche aggiornate al 28 dicembre 2021.

### Presenze e reti nei club
| Stagione        | Squadra         | Campionato      | Campionato | Campionato | Coppe nazionali | Coppe nazionali | Coppe nazionali | Coppe continentali | Coppe continentali | Coppe continentali | Altre coppe | Altre coppe | Altre coppe | Totale | Totale | Totale |
| Stagione        | Squadra         | Comp            | Pres       | Reti       | Comp            | Pres            | Reti            | Comp               | Pres               | Reti               | Comp        | Pres        | Reti        | Pres   | Reti   |        |
| --------------- | --------------- | --------------- | ---------- | ---------- | --------------- | --------------- | --------------- | ------------------ | ------------------ | ------------------ | ----------- | ----------- | ----------- | ------ | ------ | ------ |
| 2019-2020       | ASKO Kara       | PD              | ?          | ?          |                 | -               | -               | CCL+CCC            | 1+1                | 0                  |             | -           | -           | 2+     | 0      |        |
| 2020-2021       | Enyimba         | PFL             | 17         | 0          |                 | -               | -               | CCC                | 10                 | 0                  |             | -           | -           | 27     | 0      |        |
| Totale carriera | Totale carriera | Totale carriera | 17+        | 0          |                 | -               | -               |                    | 12                 | 0                  |             | -           | -           | 29+    | 0      |        |

## Palmarès

### Club

#### Competizioni nazionali
- Campionato nigeriano: 1

Enyimba: 2022-2023